# Fieni
Fieni es una ciudad de Rumania en el distrito de Dâmbovița.

## Geografía
Se encuentra a una altitud de 457 m s. n. m. a 106 km de la capital, Bucarest.

## Demografía
Según estimación 2012 contaba con una población de 8 435 habitantes.
| 1948 | 1956 | 1966 | 1977  | 1992  | 2002  | 2012  |
| s/d  | s/d  | s/d  | 6 325 | 8 260 | 7 701 | 8 435 |